# Zatrephes
Zatrephes är ett släkte av fjärilar. Zatrephes ingår i familjen björnspinnare.

## Bildgalleri

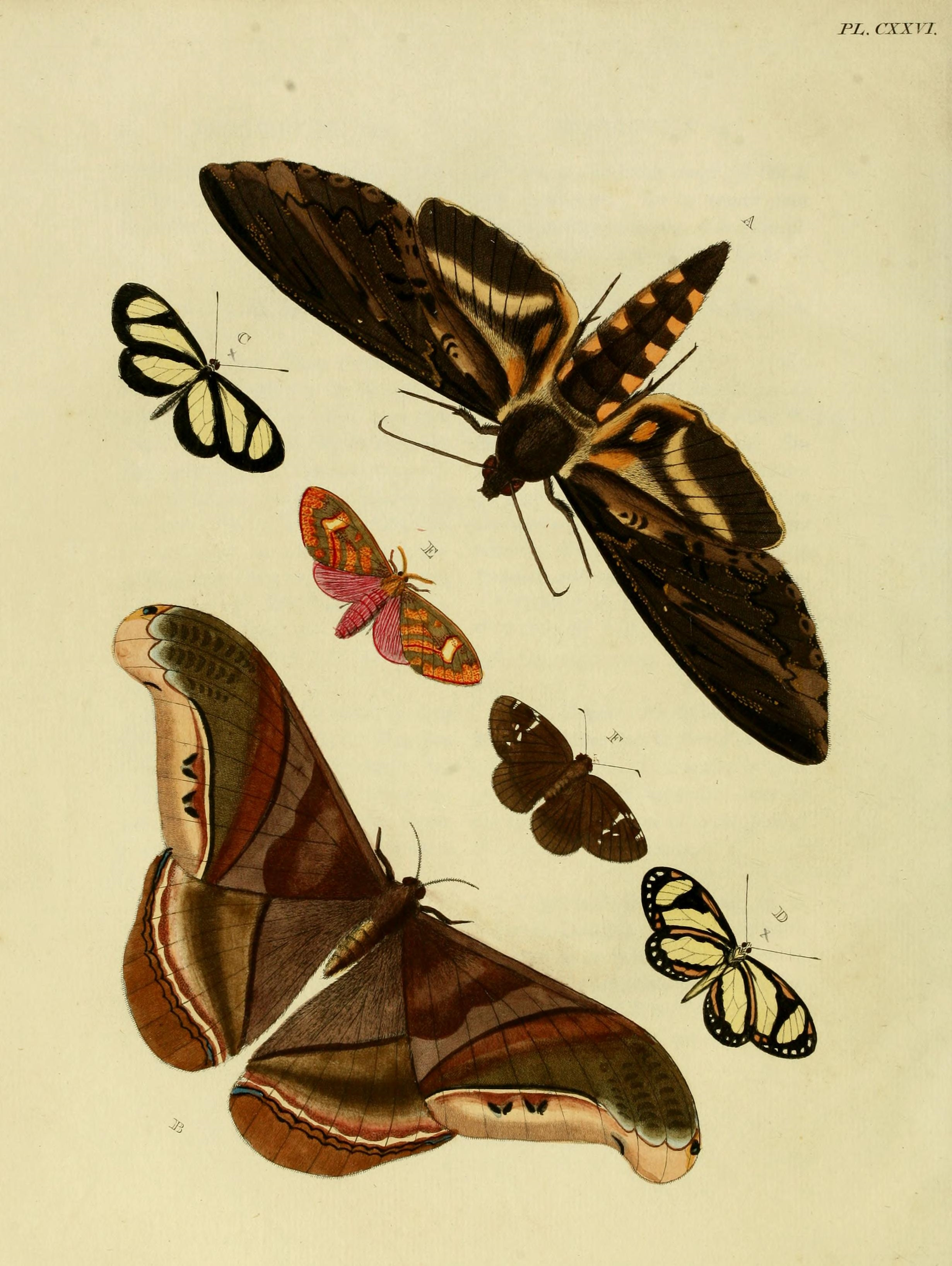
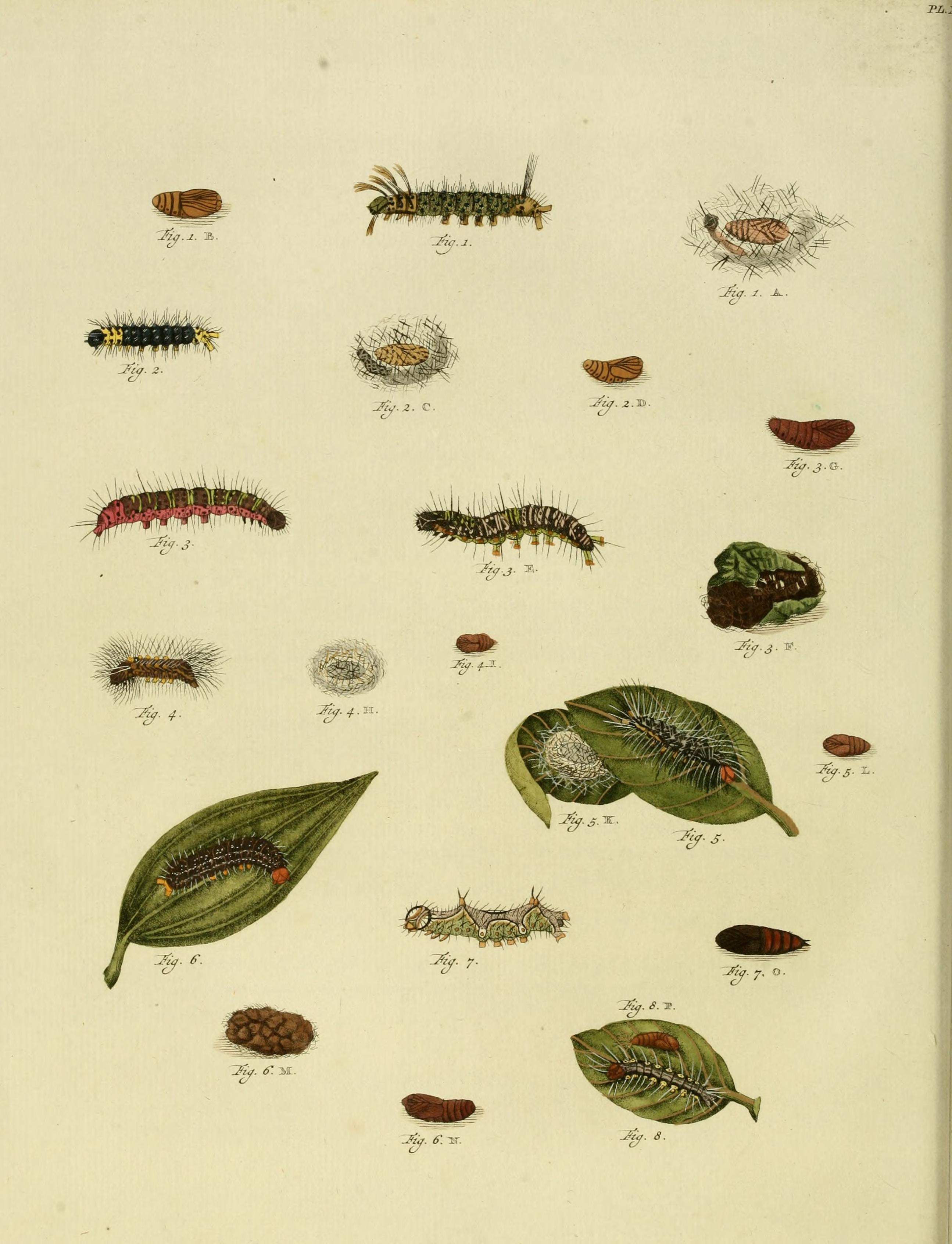
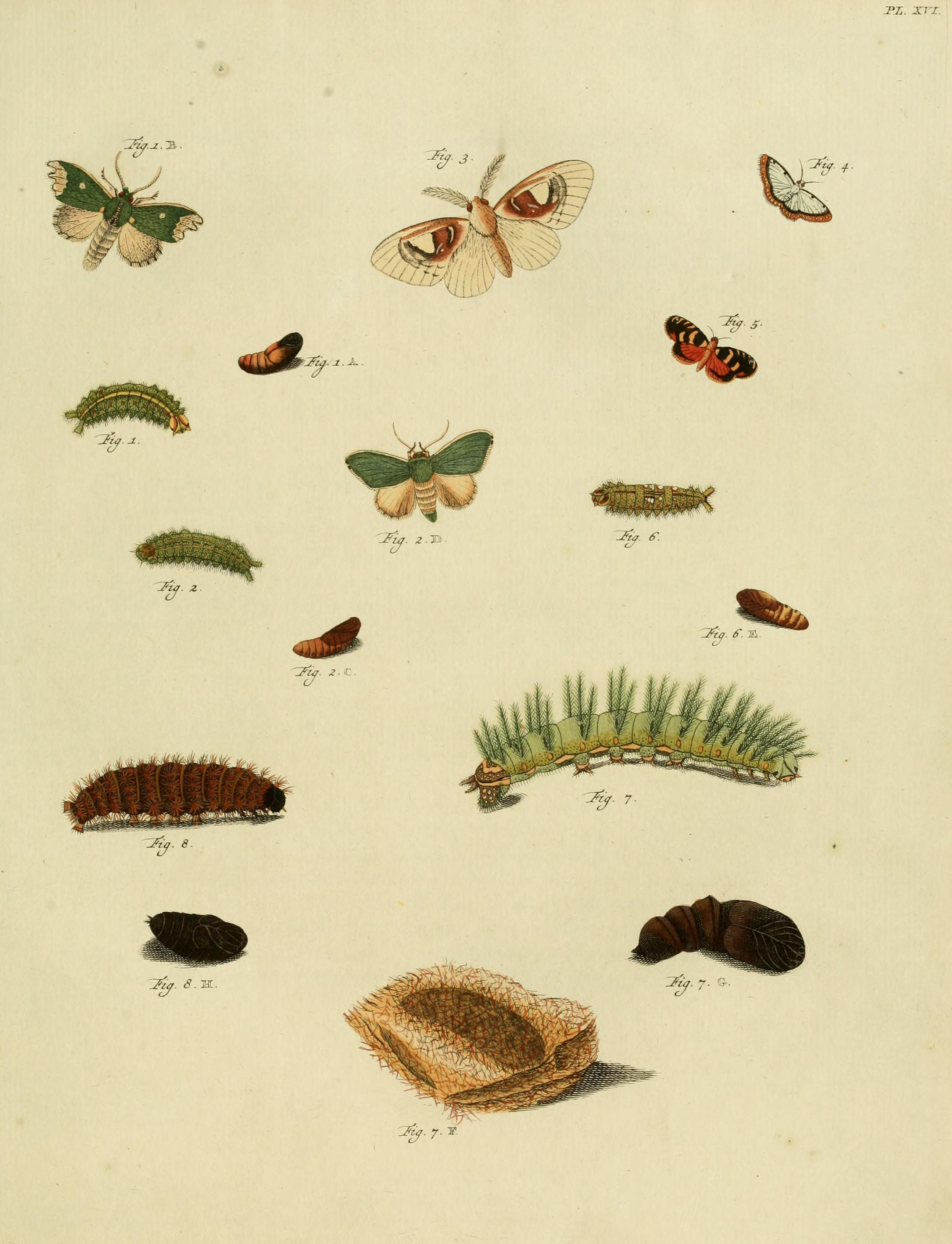
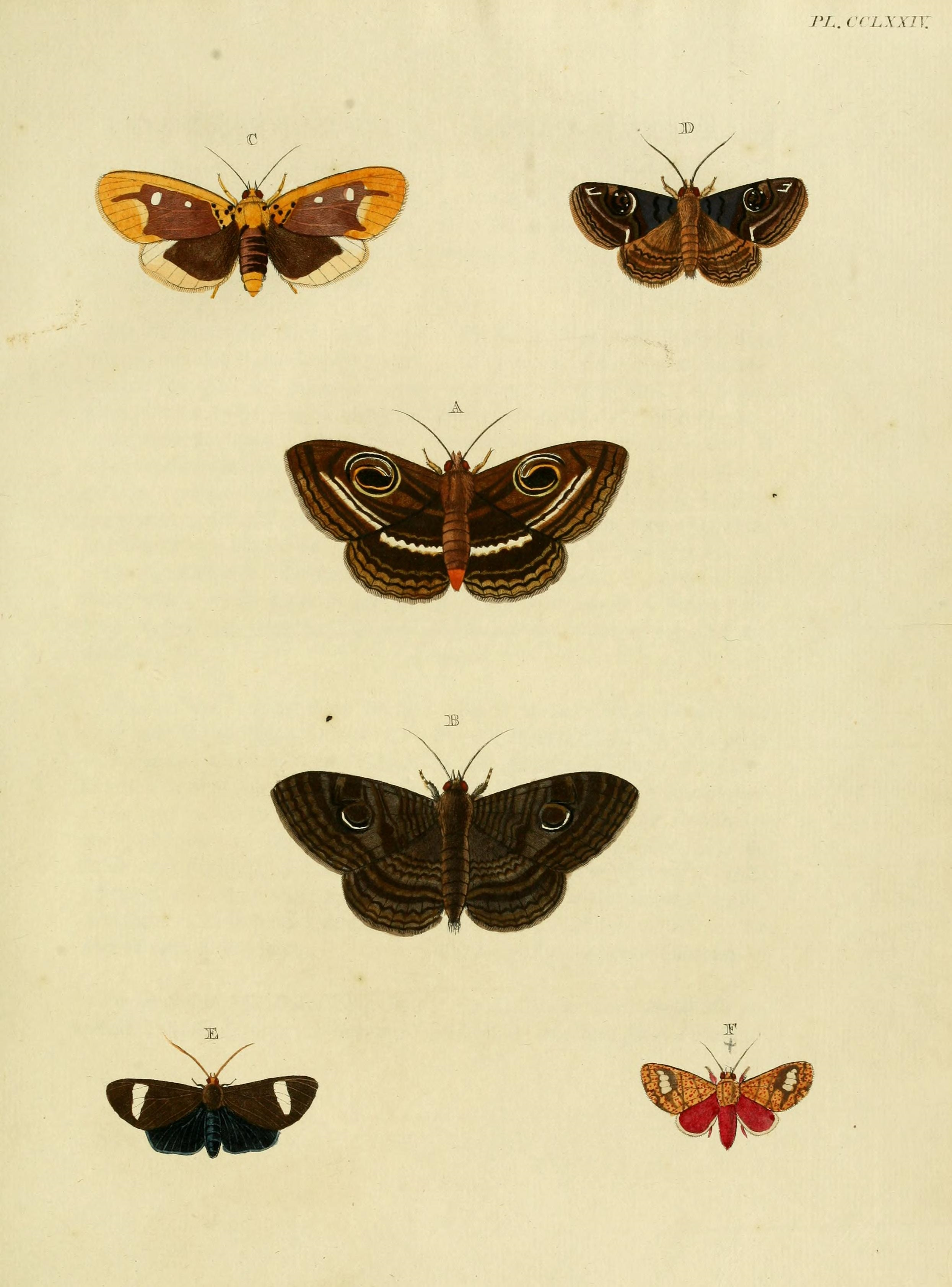

## Dottertaxa tillZatrephes, i alfabetisk ordning[1]
- Zatrephes afenestrata
- Zatrephes albescens
- Zatrephes amoena
- Zatrephes arenosa
- Zatrephes atrata
- Zatrephes bicolorata
- Zatrephes bifasciata
- Zatrephes bilineata
- Zatrephes binotata
- Zatrephes brunnea
- Zatrephes cardytera
- Zatrephes carmesina
- Zatrephes crocos
- Zatrephes cruciata
- Zatrephes dichroma
- Zatrephes dithyris
- Zatrephes extensa
- Zatrephes fallax
- Zatrephes fasciola
- Zatrephes flavida
- Zatrephes flavinotata
- Zatrephes flavipuncta
- Zatrephes flavonotata
- Zatrephes foliacea
- Zatrephes funebris
- Zatrephes gigantea
- Zatrephes griseorufa
- Zatrephes haxairei
- Zatrephes ignota
- Zatrephes iridescens
- Zatrephes irrorata
- Zatrephes istria
- Zatrephes klagesi
- Zatrephes krugeri
- Zatrephes lentiginosus
- Zatrephes magnifenestra
- Zatrephes marmorata
- Zatrephes miniata
- Zatrephes modesta
- Zatrephes mossi
- Zatrephes nitida
- Zatrephes novicia
- Zatrephes ockendeni
- Zatrephes olivenca
- Zatrephes ossea
- Zatrephes peruviana
- Zatrephes propinqua
- Zatrephes pseudopraemolis
- Zatrephes pura
- Zatrephes rosacea
- Zatrephes rosella
- Zatrephes rufescens
- Zatrephes rufobrunnea
- Zatrephes subflavescens
- Zatrephes sublutescens
- Zatrephes trailii
- Zatrephes trilineata
- Zatrephes varicolor
- Zatrephes variegata